# Düren
Düren grad je u Sjevernoj Rajni-Vestfaliji u Njemačkoj. Nalazi se između Aachena i Kölna.

## Gradske četvrti
| Četvrt           | Stanovništvo (2011.) |
| ---------------- | -------------------- |
| Stara četvrt     | 51041                |
| Arnoldsweiler    | 3289                 |
| Berzbuir         | 504                  |
| Birgel           | 1906                 |
| Birkesdorf       | 8116                 |
| Derichsweiler    | 2749                 |
| Echtz-Konzendorf | 2196                 |
| Gürzenich        | 5681                 |
| Hoven            | 1854                 |
| Krauthausen      | 324                  |
| Kufferath        | 349                  |
| Lendersdorf      | 3810                 |
| Mariaweiler      | 2603                 |
| Merken           | 3269                 |
| Niederau         | 2484                 |

## Gradovi prijatelji
|  | - Valenciennes (Francuska), od 1959. - Cormeilles (Francuska), od 1970. - Altmünster (Austrija), od 1971. - Gradačac (Bosna), od 2001. - Stryj (Ukrajina), od 2001. - Jinhua (Kina), od 2002. - Ereğli (Turska), od 2009. |